# Nicky Larson: Ölni vagy kölni?
A Nicky Larson: Ölni vagy kölni? (eredeti cím: Nicky Larson et le parfum de Cupidon) 2018-ban bemutatott francia bűnügyi-vígjáték, kémfilm paródia Philippe Lacheau rendezésében, aki Julien Arrutival és Pierre Lacheau-val együtt a forgatókönyvet írta. A film  a japán City Hunter manga és anime sorozat adaptációja (ami Nicky Larson néven ismert Franciaországban), amit Hódzsó Cukasza készített, aki beleegyezett a filmes adaptációba, miután elolvasta a forgatókönyvet. A főszerepben Philippe Lacheau, Élodie Fontan, Tarek Boudali és Julien Arruti láthatók.
A film 2019. február 6-án jelent meg.

## Cselekmény
Nicky Larson testőr, aki éppúgy ért az utcai harcokhoz, mint a mesterlövészkedéshez. Gyakran kérik fel rá, hogy oldjon meg olyan problémákat, amelyeket mások nem tudnak megoldani. Társa, Laura segítségével számos szolgáltatást kínál ügyfeleinek. De bármennyire is profi és jó hírű, Larsonnak van egy nagy hibája: a nők iránti különösen erős vonzódása, ami sok gondot okoz társának, Laurának.
Nicky Larsonra bízzák a Cupido parfümjének védelmét, ami egy olyan illat, amely szexuálisan ellenállhatatlanná teszi azt, aki viseli. De egy másodpercnyi figyelmetlenség lehetővé teszi a tolvajok számára, hogy megszerezzék a parfümöt. Ügyfele megbabonázta őt azzal, hogy befújta magát az illattal, hogy bizonyítsa annak eredetiségét, így Larsonnak vissza kell szereznie azt a 48 órás határidő előtt, ami után a hatás végleges lenne.

## Szereplők
A szereplőket az animesorozat francia szinkronizált változatában ismert módon nevezik meg, míg a film japán szinkronizált változata az eredeti nevüket használja.
| Szerep                                 | Színész           | Magyar hang        |
| -------------------------------------- | ----------------- | ------------------ |
| Nicky Larson (Ryo Saeba)               | Philippe Lacheau  | Dévai Balázs       |
| Laura Marconi (Kaori Makimura)         | Élodie Fontan     | Sipos Eszter Anna  |
| Poncho                                 | Tarek Boudali     | Hamvas Dániel      |
| Gilbert Skippy                         | Julien Arruti     | Kapácsy Miklós     |
| Dominique Lettelier                    | Didier Bourdon    | Törköly Levente    |
| Mammouth (Umibozu)                     | Kamel Guenfoud    |                    |
| Hélène Lamberti (Saeko Nogami)         | Sophie Mousel     |                    |
| Tony Marconi (Hideyuki Makimura)       | Raphaël Personnaz |                    |
| Jessica Fox                            | Pamela Anderson   | Balogh Erika       |
| pszichológus                           | Gérard Jugnot     |                    |
| Gilbert anyósa                         | Chantal Ladesou   | Farkasinszky Edit  |
| Gilbert felesége                       | Audrey Lamy       | Sági Tímea         |
| Mokkori polgármester                   | Jarry             | Kovács Lehel       |
| tetovált lány                          | Reem Kherici      | Solecki Janka      |
| Paco                                   | Pascal Boisson    |                    |
| Joe                                    | Jérôme Le Banner  | Bognár Tamás       |
| Black Gloves                           | Arben Bajraktaraj | Rába Roland        |
| Jordan, Gilbert fia                    | Achille Potier    | Berecz Kristóf Uwe |
| modell                                 | Elisa Bachir Bey  |                    |
| modell                                 | Adja Kaba         |                    |
| modell                                 | Noémie Demeule    |                    |
| a professzor lánya                     | Liya Kebede       | Pap Katalin        |
| a repülőtér háziasszonya (cameo)       | Dorothée          |                    |
| énekes a Fashion Police partin (cameo) | Jean-Paul Césari  |                    |
| televíziós riporter (cameo)            | Vincent Ropion    |                    |
| hazugságvizsgáló felügyelő (cameo)     | Medi Sadoun       | Pál Tamás          |

## Promóció
A 2018. októberi Comic Con párizsi rendezvényen kiderült, hogy Jean-Paul Césari és Vincent Ropion cameoszerepeket alakítanak filmben. Az első az animációs sorozat francia számlistájának tolmácsa, míg a második a főszereplő francia hangja.

## Megjelenés
A filmet Franciaország nagy részén 2018. december 15-én mutatták be, míg Svájcban 2019. február 6-án. A film 2019. február 13-án jelent meg Belgiumban Undercover Playboy címmel, majd 2019. március 14-én Thaiföldön és 2019. május 23-án Oroszországban.

## Fordítás
- Ez a szócikk részben vagy egészben  a   Nicky Larson et le parfum de Cupidon című angol Wikipédia-szócikk fordításán alapul.  Az eredeti cikk szerkesztőit annak laptörténete sorolja fel. Ez a jelzés csupán a megfogalmazás eredetét és a szerzői jogokat jelzi, nem szolgál a cikkben szereplő információk forrásmegjelöléseként.